# Una lama di luce
Una lama di luce è un romanzo giallo del 2012 di Andrea Camilleri, della serie che ha per protagonista il commissario Salvo Montalbano.
Il romanzo è stato trasposto nel 2013 nell'episodio omonimo della serie televisiva Il commissario Montalbano.

## Trama
A Lampedusa è avvenuto un altro disastroso sbarco di migliaia di immigrati tunisini. La gravità della situazione sull'isola è tale che il Ministro dell'Interno ha deciso di recarsi personalmente sul luogo e, nel viaggio, di fare tappa a Vigata.
Montalbano, saputa la notizia, secondo il suo carattere che lo fa rifuggire dal partecipare a tutte le situazioni politiche istituzionali, pensa bene di rifugiarsi nella nuova galleria d'arte di Vigata per visitare una mostra di opere di Donghi, Morandi, Guttuso e Mafai. Nell'occasione conosce la bella proprietaria Maria Angela, chiamata dagli amici Marian, e ne rimane seriamente attratto tanto da mettere in dubbio il suo rapporto con l'eterna fidanzata Livia.
Nel frattempo la delinquenza continua a operare e non manca il lavoro per il commissariato di Vigata: Salvatore Di Marta, il ricco proprietario di un supermercato, denuncia la rapina e lo stupro subiti dalla moglie Loredana mentre questa stava per depositare l'incasso del giorno a una cassa continua. Il caso sembra risolto quando si scopre che l'ex fidanzato della moglie, Carmelo Savastano, un piccolo delinquente, è stato assassinato: apparirebbe chiaro che Di Marta gli abbia fatto pagare con un colpo solo il furto e la violenza alla moglie. Tuttavia Montalbano non sembra convinto della soluzione più semplice. Indaga sulla vita privata di Valeria Bonifacio, l'amica del cuore di Loredana, e scopre che la donna ha un fratellastro, Rosario. Riesce inoltre a sapere che Rosario e Loredana erano amanti e che s'incontravano segretamente a casa di Valeria. La soluzione del caso ora è più semplice: Loredana, d'accordo con Rosario, ha finto uno stupro e la rapina e ha incolpato degli stessi reati Carmelo Savastano, parlandone al marito. Rosario, l'amante, un picciotto della mafia locale, uccide Savastano, mentre tutti pensano alla vendetta del marito di Loredana. In questo modo Loredana, d'accordo con l'amica Valeria, avrebbe potuto godere da sola del considerevole patrimonio del marito in carcere.
La vicenda si intreccia con la storia di tre tunisini, apparentemente coinvolti in un traffico di armi. Montalbano, pur ritenendo che la questione competa all'antiterrorismo, avendo ricevuto ordini in tal senso, continua ad indagare in segreto. Alla fine due tunisini vengono arrestati, il terzo è trovato morto in una bara abbandonata in campagna. La scena ricorda il sogno che il commissario aveva fatto qualche giorno prima: l'uomo morto è François, il ragazzo che Livia e il commissario avevano trattato per anni come un figlio, senza mai adottarlo.

## Edizioni
- Andrea Camilleri, Una lama di luce, Collana La memoria n. 893, Sellerio Editore, 2012,  pagg. 263, ISBN 88-389-2705-7.